# Raas
Raas est un district d'Indonésie situé à l'est de Madura. Il fait partie du kabupaten de Sumenep.

## Géographie
Le district de Raas est limité :
- Au nord, par le détroit de Madura,
- À l'est, par le détroit de Kangean,
- Au sud, par la mer de Java et
- À l'ouest par le détroit de Sapudi.

Il est formé de 14 îles, dont 9 sont habitées :
- Alas Malang
- Berakas
- Gua-Gua,
- Jungkat,
- Karang Nangka,
- Keropo,
- Ketupat (7° 08′ 58″ S, 114° 29′ 33″ E),
- Poteran,
- Raas proprement dite (7° 08′ 44″ S, 114° 33′ 54″ E),
- Tonduk (7° 09′ 49″ S, 114° 40′ 13″ E).